# Tiền cơ sở
Tiền cơ sở là thuật ngữ kinh tế chỉ loại tiền có mức độ thanh khoản cao nhất trong các thành phần của cung tiền. Tiền cơ sở bao gồm tiền mặt trong lưu thông do các cá nhân (hộ gia đình và doanh nghiệp không phải ngân hàng nắm giữ) và dự trữ bắt buộc của ngân hàng thương mại tại ngân hàng trung ương. Đối với các loại tiền hàng hóa (như vàng hay Bitcoin), lượng tiền cơ sở ám chỉ toàn bộ lượng hàng hóa này và không bao gồm chứng chỉ thay thế. Mọi sự thay đổi của lượng tiền cơ sở đều là tác nhân quan trọng gây ra thay đổi trong tổng lượng cung tiền. Chính vì vậy, tiền cơ sở còn được gọi là tiền có mãnh lực.

## Tiền cơ sở và cung tiền
Lượng cung tiền (M) bằng lượng tiền cơ sở (H) nhân với số nhân tiền tệ (m).
Trong trường hợp số nhân tiền tệ không đổi, thay đổi của tổng lượng cung tiền phụ thuộc vào thay đổi trong lượng tiện cơ sở. Khi số nhân tiền tệ bằng 1, mức thay đổi lượng cung tiền đúng bằng mức thay đổi lượng tiền cơ sở.

## Những nhân tố tác động tới lượng tiền cơ sở
Mô hình đơn giản để mô tả sự thay đổi của tiền cơ sở xuất phát từ khái niệm về tiền cơ sở với đẳng thức:
trong đó C là lượng tiền mặt trong lưu thông và R là dự trữ bắt buộc. Những nhân tố làm thay đổi lượng tiền mặt trong lưu thông hoặc/và thay đổi dự trữ bắt buộc của ngân hàng thương mại tại ngân hàng trung ương đều có thể làm thay đổi lượng tiền cơ sở. Vì mức dự trữ bắt buộc bằng lượng tiền gửi trong các ngân hàng thương mại nhân với tỷ lệ dự trữ bắt buộc, nên ta có tiếp đẳng thức:
trong đó D là lượng tiền gửi trong hệ thống ngân hàng thương mại, còn r là tỷ lệ dự trữ bắt buộc do ngân hàng trung ương kiểm soát.
Giả dụ các nhân tố còn lại không đổi, mỗi thay đổi của một trong ba nhân tố trên đều làm lượng tiền cơ sở thay đổi cùng chiều. Vì vậy, để tăng lượng tiền cơ sở, ngân hàng trung ương có thể:
- Tăng lượng tiền mặt trong lưu thông, chẳng hạn bằng nghiệp vụ thị trường mở mua vào (ngân hàng trung ương mua công trái vào để bơm tiền mặt ra lưu thông), hay đơn giản là in thêm tiền giấy, đúc thêm tiền kim loại và đưa vào lưu thông.aa
- Giảm tỷ lệ dự trữ bắt buộc.
- Can thiệp để điều chỉnh lãi suất huy động tiền gửi của các ngân hàng thương mại bằng cách giảm lãi suất chiết khấu.

Lưu ý là hai biện pháp sau không chỉ làm thay đổi lượng tiền cơ sở mà còn đều làm thay đổi số nhân tiền tệ, vì vậy chúng là những biện pháp mạnh trong chính sách tiền tệ và hiện nay ít còn được sử dụng. Đối với biện pháp thứ nhất, việc in và đúc tiền cũng có thể gặp hạn chế bởi quy định của pháp luật ở một số quốc gia.